# Bonifatius (heilige)
Bonifatius, ook wel Bonifacius, geboortenaam: Wynfreth (Winfried) (nabij Exeter in Zuidwest-Engeland, 672 of 675) was een van de belangrijkste Angelsaksische missionarissen en kerkhervormers in het Frankische Rijk, bisschop, martelaar en heilig verklaarde. Hij werd gedood bij Dokkum toen hij op zendelingstocht was, waarschijnlijk op of rondom 5 juni 754, maar misschien wat later, in 755.
Bonifatius wordt ook de Apostel van de Duitsers genoemd. Meer nog dan missionaris was hij de inrichter van de kerkelijke structuren in het gebied van het huidige Duitsland en, wat evenzeer cruciaal is geweest, de binding daarvan aan de Heilige Stoel. Bonifatius werd zo de architect van het christelijke West-Europa, omdat hij een groot aandeel had in de grondvesting van de kerk van Rome en in de groei naar culturele eenheid van West-Europa.
Bonifatius wordt vaak afgebeeld met zwaard en bijbel, omdat hij zich zou hebben beschermd met een evangeliën-codex, maar dit gegeven komt niet voor in de vroegste levensbeschrijving (vita). De codex in Mainz met sporen van zwaardslagen is geen bijbel, maar een boek met traktaten tegen de Arianen, die ketters waren in Bonifatius' ogen en moesten worden uitgeroeid.

## Leven
Er zijn verscheidene werken geschreven over het leven van Bonifatius, van kort na zijn dood tot ongeveer 1100. Volgens de door Willibald geschreven vita, ongeveer dertien jaar na zijn dood, werd Bonifatius als Winfrid of Wynfrith geboren in een adellijke familie. Als familieleden van Bonifatius worden ook wel vermeld Richard van Wessex, Willibald van Eichstätt, Winnibald en Walburga.
Waarschijnlijk was Crediton in Devonshire zijn geboorteplaats. Willibald beschrijft hoe de jonge Winfried zich tegen de wil van zijn vader al wilde wijden aan het kloosterleven. Toen zijn vader dodelijk ziek werd en bijna overleed, zag hij dat als een teken, gaf hij toe en vertrouwde de zevenjarige Winfried als puer oblatus toe aan het klooster. Hij kreeg zijn opvoeding en theologische scholing in de abdijen van Exeter en Nhutscelle (Nutshalling, nu Nursling bij Southampton), waarna hij toetrad tot de Benedictijner orde. Op zijn dertigste, rond 705, werd hij tot priester gewijd. Hij werd hoofd van de kloosterschool en maakte naam als leraar, exegeet, historicus, grammaticus en literator. De eerste Latijnse grammatica in het Engels was van zijn hand. Hij was voorbestemd om abt te worden, maar de missie was zijn grote doel.

### Eerste missie naar Friesland
In 716 verliet Winfried Engeland om een eerste missie-expeditie naar Friesland te ondernemen. Hij wilde de bewoners bekeren tot het christendom door in hun eigen taal tot hen te prediken. Zijn eigen Oudengels of Angelsaksisch was immers verwant aan het Oudfries. Deze eerste zendingsreis werd een mislukking door de politieke omstandigheden: onder leiding van koning Radboud konden de Friezen in deze korte periode profiteren van de Frankische Burgeroorlog, die uitbrak na de dood van Pepijn van Herstal. Zij brachten de Franken, die onder leiding stonden van de latere hofmeier Karel Martel, in samenwerking met de Neustriërs een nederlaag toe in de Slag bij Keulen. Juist de Frankische steun was cruciaal bij de kerstening. Winfried werd door deze gebeurtenissen gedwongen huiswaarts te keren.

### Missie en kerkelijke hervorming onder de Germanen
In 718 reisde hij eerst met aanbevelingsbrieven van de bisschop van Winchester naar Rome, om goedkeuring te verzoeken aan paus Gregorius II. De paus verleende hem als 'missionaris der Germanen' het recht om onder de Germanen ten oosten van de Rijn te bekeren tot het christendom en gaf Winfried een nieuwe naam: Bonifatius (met een goed lot), de naam van de heilige van de vorige dag, Bonifatius van Tarsus.
Na de dood van Radboud in 719 kon Karel Martel de Friezen terugdringen en kon bisschop Willibrord zijn missioneringswerk voortzetten. Bonifatius assisteerde hem hierbij vanuit zijn bases Antwerpen en Utrecht. Willibrord wilde hem aanwijzen als opvolger van de bisschopszetel, maar Bonifatius gaf de voorkeur aan het missioneringswerk en weigerde. Hierop ging hij in 722 voor de tweede maal naar Rome, waar de paus hem benoemde tot bisschop-missionaris van de Germaanse gebieden om deze zo onder het gezag te brengen van de kerk van Rome. Bonifatius reisde naar koning Liutprand van de Longobarden en werkte vijf jaar in Hessen, Thüringen en Friesland. In Beieren en Thüringen hadden 'geestelijken en priesters anderen verontreinigd met hoererij.' Met de slechte leraren waren de Ieren bedoeld, die daar vanuit Würzburg hun werk hadden ontplooid. De Thüringers dienden niet van het heidendom terug te keren, maar van het Ierse christendom. Al voor het einde van de 6e eeuw waren Ieren vanuit Schotland het vasteland in getrokken om open kloosters te vestigen. Zij brachten kennis naar het vasteland van Europa. Ludwig Bieler noemt de invloed van de Ieren op de cultuur van het vasteland 'een van de belangrijkste geesteswetenschappelijke verschijnselen uit de vroege Middeleeuwen'.

### Omhakken van de heilige boom Donareik

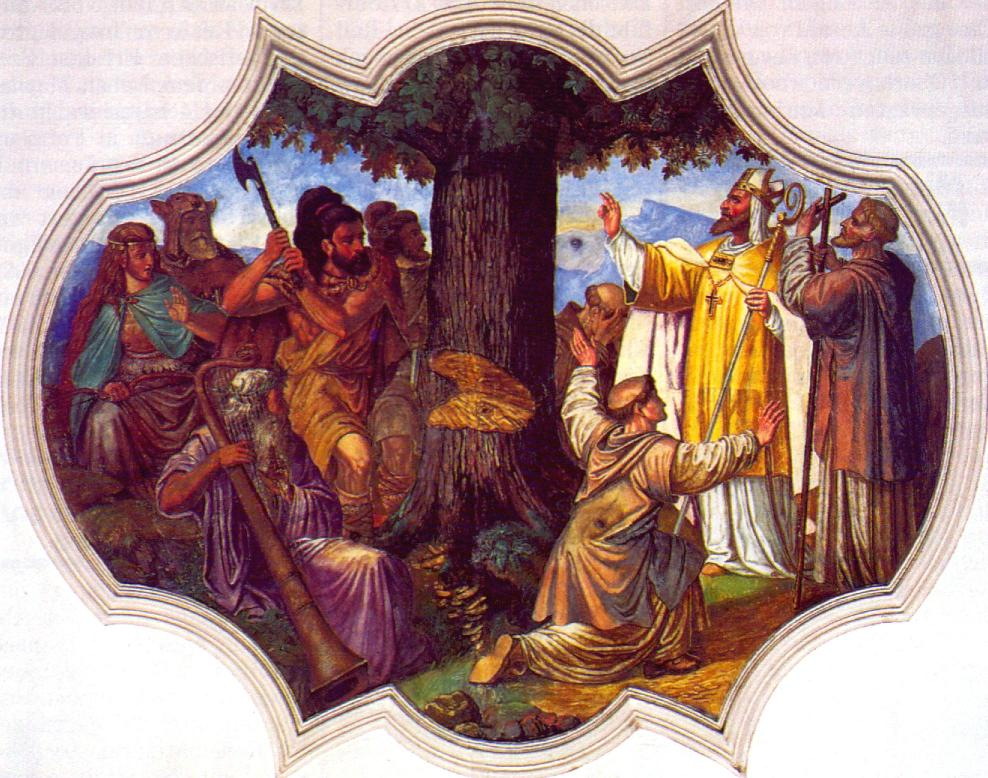
Bonifatius laat volgens deze voorstelling de eik omhakken - schilderij uit 1737

Om de overmacht van christenen en het Frankische gezag te bewijzen, hakte Bonifatius volgens Willibalds hagiografie in 723 de heilige Donareik om. Deze stond in Geismar nabij Fritzlar op de grens van het gedeeltelijk christelijke Hessen en het grotendeels niet-christelijke Nedersaksen, niet ver van de Frankische vesting Büraburg. Toen er geen wraak volgde van de vereerde goden, namen veel van de Germanen het christelijk geloof aan. Het omhakken van de eik wordt door velen beschouwd als het begin van de kerstening onder de Noord- en Middelduitse Germanen.
Van het hout bouwde Bonifatius een kapel, gewijd aan St. Petrus; de kapel werd de kiemcel van het latere klooster in Fritzlar. Later vestigde hij daar het eerste bisdom in de Germaanse landen ten noorden van de oude Romeinse rijksgrens (limes). Tot 732 werkte Bonifatius in Hessen en Thüringen.

### Bisdommen en synoden
In 732 benoemde paus Gregorius III Bonifatius tot aartsbisschop - zij het in eerste instantie zonder zetel - en tot pauselijk vicaris voor het oostelijke deel van het rijk der Franken. Bovendien verleende hij hem toestemming om bisdommen te gaan stichten. Tot aan 736 werkte hij in Beieren, waar hij de Kerk reorganiseerde, onder andere door het stichten van bisdommen in Regensburg, Passau, Salzburg en Freising.
Van 736 tot aan 753 bleef Bonifatius voornamelijk als kerkhervormer aan het werk in het Frankische rijk aan beide zijden van de Rijn. Zo organiseerde hij de grote Austrasische synoden van 742, het Concilium Germanicum (plaats onbekend), in 743 het Concilie van Leptines bij Estinnes en de Neustrische synode van 744, het Concilie van Soissons.
In 744 liet hij Sturmius de abdij van Fulda stichten. Dit groeide uit tot een plaats van Europese betekenis. In 745 werd hij aartsbisschop-metropoliet met zetel te Mainz.

### Frankische expansie
Bonifatius genoot vanaf 723 de steun van de christelijke Frankische koningen. Die streefden ernaar de niet-christelijke Saksen te onderwerpen en de Saksische gebieden binnen hun groeiende rijk te brengen. Bonifatius verzekerde zich van de steun van zowel de paus als van de hertog van Beieren. Hij benoemde uitsluitend eigen volgelingen als bisschop.
Ondanks zijn rigoureuze handelen zocht Bonifatius aansluiting bij de denkwereld van de Germanen door de lokale, traditionele feestdagen een christelijk equivalent te geven. Een groter probleem was echter dat het Ierse christendom, dat wezenlijk afweek van het Romeinse christendom, al enige voet aan de grond had gekregen in de Germaanse gebieden. Daarnaast waren veel bisschopszetels in handen van leken, edelen die zelfs bisschopsdynastieën hadden gevestigd. De Frankische adel zag niet graag dat Bonifatius het primaat van Rome oplegde aan bisdommen die al sinds eeuwen in handen van de adel waren; zij had problemen met het celibaat en het verbod op de jacht. Bonifatius is een voorvechter van de rooms-katholieke traditie en keert zich tegen het halfslachtige en corrupte christendom van de Franken. Hij hield niet van de levensstijl van de bisschoppen en priesters van de Frankische kerk: hun zucht naar luxe en genot, het gehuwde priesterschap en het benoemen van (geest-)verwanten op belangrijke posities. Maar vooral, Bonifatius zag het liefst de kerk binnen de directe jurisdictie van Rome.
Om hier verandering in aan te brengen had hij de hulp nodig van Karel Martel, maar die hield zich bezig met Arabische en Langobardische invallers. Nadat Karel Martel in 741 overleed, kwamen zijn zonen Pepijn en Carloman aan de macht als hofmeier. Beiden waren opgegroeid in een klooster en meer bereid om Bonifatius te steunen in zijn hervormingen. In 742 hield Carloman de concilium Germanicum, waarbij Bonifatius aangesteld werd als hoofd van de Austrasische Kerk, aartsbisschop en gezant van Petrus. Deze periode vormde een hoogtepunt in zijn leven.
Het was mogelijk Bonifatius die in 751 Pepijn de Korte tot koning zalfde. Zijn invloed nam echter aan het einde van zijn leven af. Ondanks de steun van de paus werd hij niet de bisschop van Keulen. In 753 was de bisschopszetel van Utrecht een twistappel tussen Bonifatius en de bisschop van Keulen geworden. In een brief aan paus Stephanus II legde Bonifatius uit dat Keulen Utrecht als suffragaanbisdom van Keulen beschouwde op grond van een schenking door de vroegere (antiquus) koning Dagobert I, Merovingisch koning tussen 623 en 639. Keulen zou het Utrechtse castellum met het eerder genoemde kerkje in eigendom hebben gekregen, mits het de Friezen zou kerstenen. Bonifatius betoogde echter dat Keulen niets aan deze missionering had gedaan en de schenking dus vervallen was. Bonifatius toog vervolgens zelf naar de Friese Oostergouw om daar de bekeringen tot het christendom voort te zetten.

### Laatste missie naar Friesland
Bonifatius had nooit de hoop opgegeven om ook de Friezen te bekeren tot het christendom. Volgens Bonifatius' biograaf Willibald verlangde hij de martelaarsdood en zou hij al een linnen doek in zijn boekenkist hebben gelegd om er na zijn overlijden in te worden gehuld. Maar Bonifatius' belangrijkste motief om de lange reis naar Friesland te maken was het voorkomen dat een toekomstig bisdom Utrecht onder direct gezag van de Franken zou komen, in plaats van onder het gezag van Rome. Bisdom Utrecht moest niet onder een toekomstig aartsbisdom Keulen komen. Keulen, waar Bonifatius geen bisschop was geworden.
Als hoogbejaarde kerkelijk leider trok hij in 754 met een gevolg, militairen en bewakers, opnieuw naar Friesland. De reis naar Dokkum had iets weg van een parade, een machtsvertoon, waarbij talloze lokale heiligdommen werden ontheiligd of vernietigd. Bonifatius voerde kostbare relieken en geschriften met zich mee. Tot zijn gevolg behoorden veel kerkdienaren, waaronder twee wijbisschoppen met ieder weer een eigen gevolg. Er was een gewapende escorte en personeel. Er werden tenten meegevoerd om comfortabel te kunnen overnachten. Paarden moesten worden verzorgd en voor voedsel en drank was men niet van de plaatselijke bevolking afhankelijk. De bekeringsexpeditie leek voor de Friezen op een oprukkend leger, dat op 'kruistocht' was.
Hij doopte daar grote aantallen Friezen. Ook belegde hij een grote bijeenkomst om nieuw bekeerden tot het christendom gemeenschappelijk het sacrament van het heilig vormsel toe te dienen, die te Dokkum zou plaatsvinden. Hij sloeg aan het riviertje Boorne zijn kamp op. Maar in plaats van zijn bekeerlingen te treffen, werd hij er de volgende ochtend overvallen door een groep gewapende Friezen die onder Bonifatius' missiecompagnie een slachtpartij aanrichtten. Op 5 juni 754 werd hij gedood, samen met zijn 52 metgezellen, onder wie zijn hulpbisschoppen Eoban en Adolar. 
De oude geschiedschrijving spreekt over moord, maar een aantal hedendaagse historici plaatst daar kanttekeningen bij of verwerpt kwalificatie als moord geheel. Moord geldt in de Germaanse rechtsopvatting als een zeer oneervolle daad. Bonifatius met zijn gevolg is niet onverhoeds overvallen, maar kwam bij een openlijk gewapend treffen om het leven. De aanval vond namelijk niet plaats in het donker van de nacht maar bij het aanbreken van de dag waarop gewoonlijk veldslagen werden uitgevochten. Om die reden zou er volgens sommigen geen sprake zijn van moord, maar van doodslag.
In Utrecht, Mainz en Fulda begreep men dat Bonifatius vereerd zou worden en dat zijn laatste rustplaats een bedevaartsoord zou worden. De onenigheid tussen de steden wie met de eer zou strijken, eindigde in het voordeel van Fulda. Bonifatius had immers zelf te kennen gegeven in het door hemzelf gestichte klooster te willen worden begraven. Utrecht nam genoegen met relieken, die er waren achtergehouden, Mainz, de zetel van Bonifatius' bisdom kreeg de met bloed bevlekte kleren en zijn ingewanden.
Er moest snel een heiligenleven worden geschreven, maar die opdracht kreeg niet Gregorius, die door Bonifatius als zijn opvolger was beschouwd en tot zijn gevolg behoorde, maar Willibald, zoon van de koning van Wessex en Bonifatius' neef.

## Kritische benadering van Bonifatius

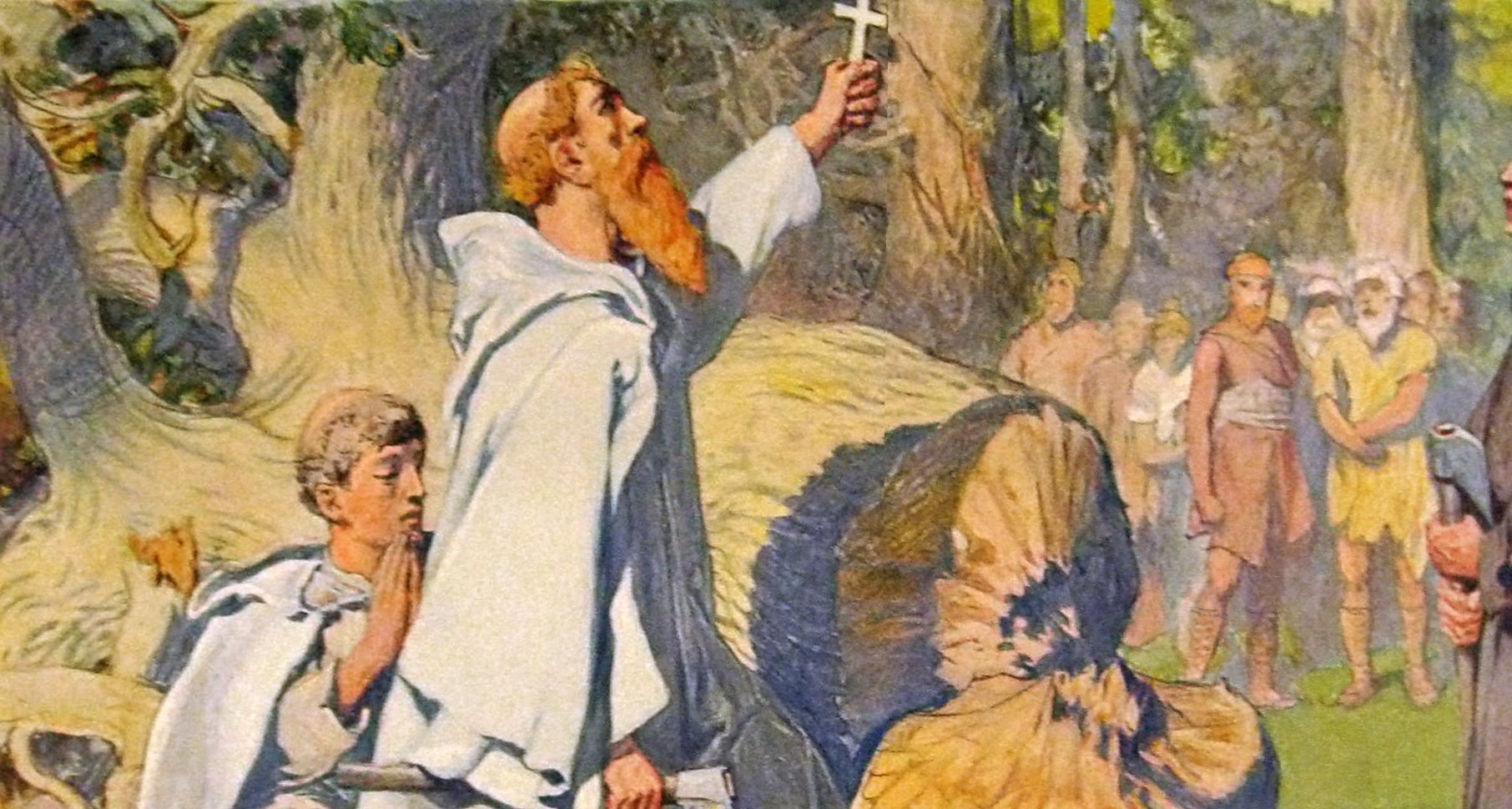
Bonifatius bij de heilige eik door Emil Doepler, 1905

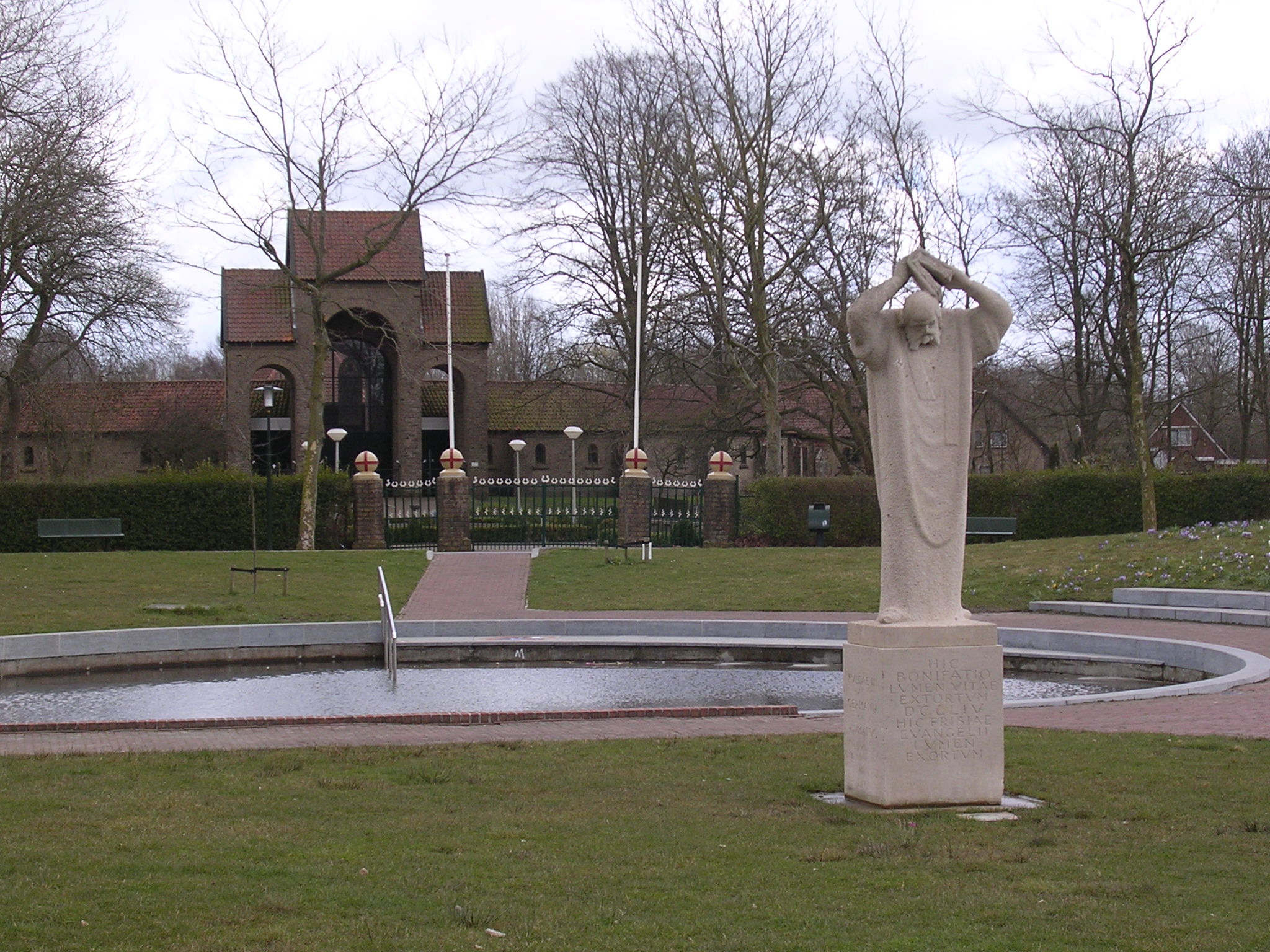
Standbeeld van Bonifatius en de kapel bij de Bonifatiusbron in het naar hem genoemde park te Dokkum

Volgens voornamelijk Duits-protestantse geschiedkundigen uit de negentiende eeuw was de voornaamste reden voor Bonifatius om overzee te gaan niet zozeer om Germanen tot het christendom te bekeren. Zijn bedoeling was eerder om het christendom zoals dat was overgebracht door Iers-Keltische missionarissen te bestrijden. Hij wilde het op Rome georiënteerde christendom (met al zijn canonieke gebruiken) bevorderen. Ook heeft hij verschillende pogingen ondernomen om niet-christelijke Friezen tot het christendom te bekeren. Voor de derde en fatale reis van Bonifatius naar Friesland wordt een aantal kerk-politieke motieven genoemd alsook het beschermen van Bonifatius’ eigen positie en eer. Hij reisde met een groot (deels gewapend) gezelschap af naar Friesland. Dat was maar voor ongeveer 1/3 zelf christelijk. Dokkum lag op de "grens" tussen christendom en de Germaanse religie. Willibald beschrijft dat Bonifatius tijdens deze reis 'de afgodendienst vernietigt', 'heidense tempels en beelden kapot maakt en omgooit', 'kerken bouwt en duizenden mannen, vrouwen en kinderen doopt'. Bonifatius en zijn gezellen doen dit onder militaire bescherming. Zolang dit gedaan werd in de door de Franken overheerste gebieden zou dit geen problemen hebben opgeleverd. Maar toen ze de "kersteningsgrens" bereikten, zou dit door de Friezen kunnen zijn opgevat als een bedreiging en provocatie. Daar vinden Bonifatius en 52 medemissionarissen (en waarschijnlijk een veelvoud daarvan aan wapenknechten) de dood. Volgens Willibald bij een roofoverval. Mol oppert dat het een gecoördineerde actie is geweest van Friese heidenen die zich te weer wilden stellen tegen de kerstening.

Volgens Mol wijst een aanval bij het aanbreken van de dag, zoals Willibald beschrijft, op een openlijk gewapend treffen: 
Volgens hun eigen wetten, zoals we die kennen uit de Lex Frisionum, hadden de Friezen het volste recht om tempelschenners en de aantasters van heiligdommen met de dood te bestraffen.
In Willibalds vita worden de wraakacties na Bonifatius’ dood beschreven, die vele Friezen het leven gekost hebben.
In een brief van 753, als hij vertrekt uit Fulda en zijn derde en laatste missie naar Friesland begint, toont Bonifatius zich 'als een man van de macht', die feiten verdraait als dat de kerk goed uit komt. In de brief vervalst hij de vroegste geschiedenis van het bisdom Utrecht: Willibrord had in 722 met Bonifatius gebroken, maar de brief toont Willibrord als medestander en voorvechter van de Romeinse traditie. Willibrord predikte niet 35 jaar onder de Friezen en bekeerde niet een groot deel van hen. Wat Willibrord bereikte werd in werkelijkheid door de Friese koning Radboud in de periode 716-719 tenietgedaan. Willibrord vestigde geen bisschopszetel in Utrecht, predikte niet tot op hoge leeftijd in Frisia en stelde geen bisschop als plaatsvervanger aan 'om het dienstwerk te volbrengen'.

## Rol in de Nederlandse geschiedenis
Bonifatius wordt als grote heilige vereerd onder de rooms-katholieken en oosters-orthodoxen. Hij is los daarvan ook een bekende figuur in de Nederlandse geschiedenis, hoewel zijn rol daarin op zichzelf klein is geweest. Hij zou die bekendheid in het huidige Nederland waarschijnlijk niet gekregen en gehouden hebben als hij niet door de voor-christelijke Friezen gedood was op Nederlandse bodem wegens zijn heiligschennis aan hun eikheiligdommen.
Zijn betekenis voor de christelijke kerk in Europa is enorm. Als missionaris wordt zijn betekenis desondanks geringer ingeschat dan die van zijn voorganger Willibrord en zijn opvolgers Willehad en Liudger.

## Verering

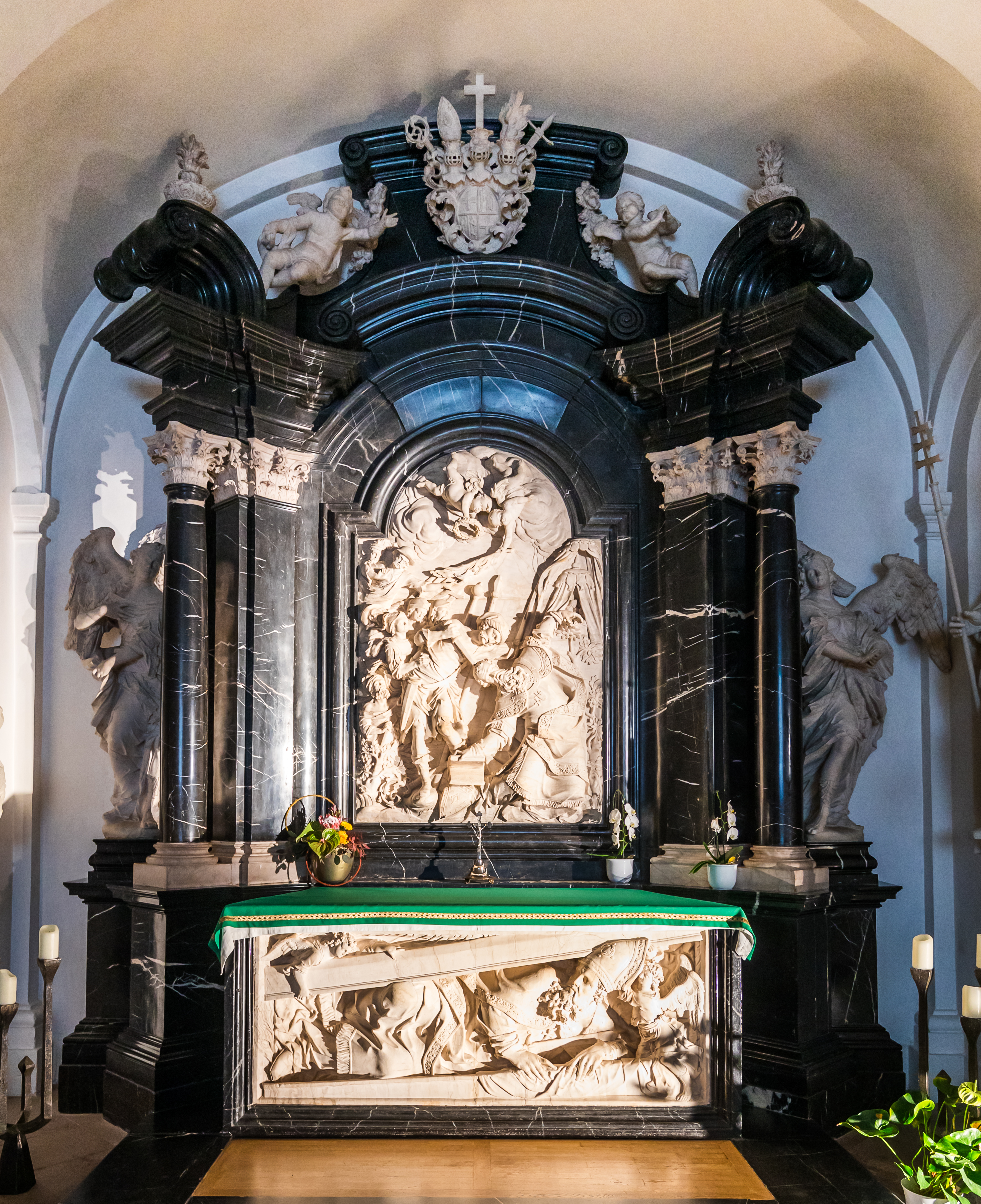
Sint-Bonifatiuscrypte in Fulda.

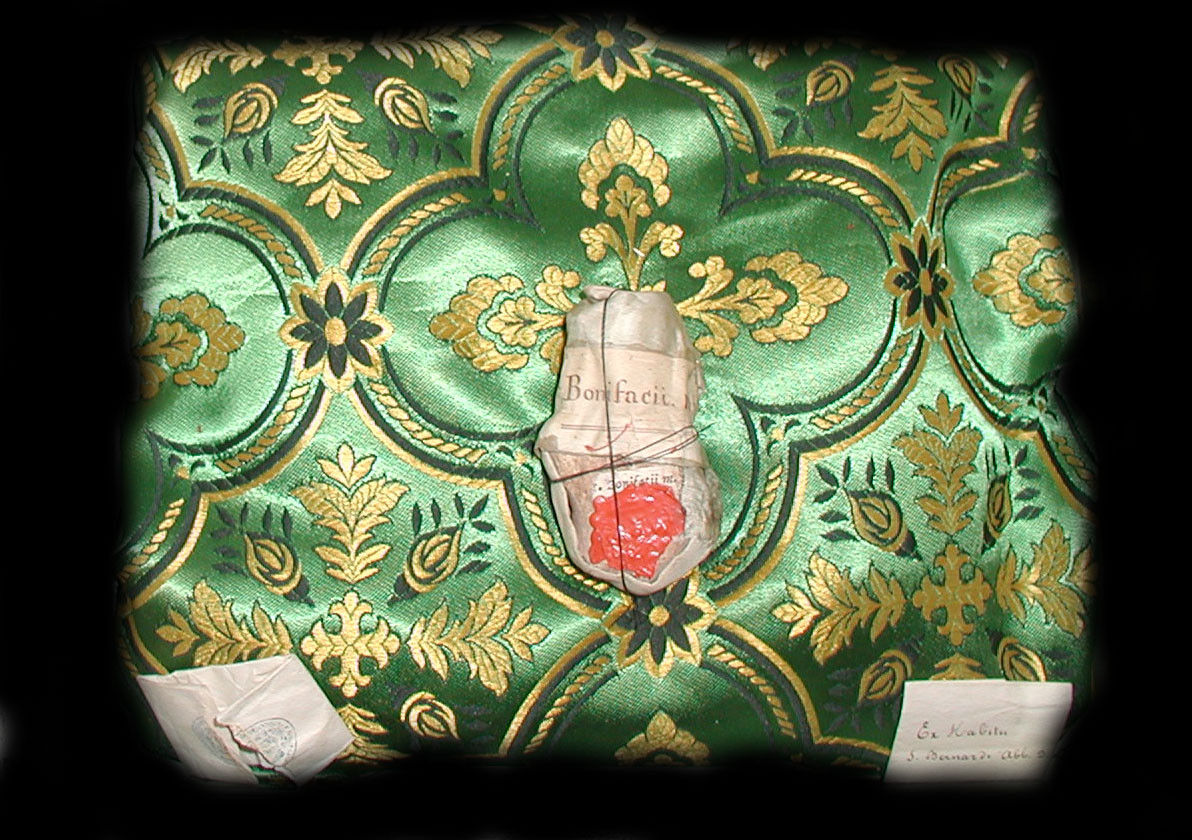
Foto van de binnenkant van het Bonifatiusschrijn in de kluiskerk te Warfhuizen. Het papiertje links zou een botje van de heilige Benedictus van Nursia bevatten. Op het papiertje rechts zou een stukje uit de kleding van de heilige Bernardus van Clairvaux liggen. Het grote botfragment in het midden wordt verondersteld van Bonifatius afkomstig te zijn.

De verering van Bonifatius ontstond reeds kort na zijn dood. Willibald beschreef een wonder dat aan Bonifatius wordt toegeschreven: het paard van de administrator Abba struikelde enige tijd na Bonifatius' dood op een terp, waarna daar volgens deze biograaf een zoete bron ontsprong. Het centrum van de verering ligt echter niet in Friesland. Na een kort verblijf in de Sint-Salvatorkerk in Utrecht en later in Mainz werd het stoffelijk overschot van Bonifatius overgebracht naar de abdij van Fulda, waar het in een schrijn onder het hoofdaltaar van de kathedraal werd begraven. Mede dankzij de Bonifatiusverering werd Fulda een belangrijk centrum van boekproductie (onder leiding van abten als Hrabanus Maurus) en sinds het midden van de negentiende eeuw een van de belangrijkste plaatsen van het Duitse katholicisme: elk jaar komen de Duitse bisschoppen samen bij Bonifatius’ graf.
Aan de verering van Bonifatius te Fulda is een sterke impuls gegeven door de in 2003 heilig verklaarde Arnold Janssen. De naamdag van Bonifatius is zijn sterfdag, 5 juni. Hij wordt afgebeeld als bisschop met een evangelieboek waar een zwaard doorheen steekt (met het boek zou hij zich hebben beschut tegen het wapen); met zijn staf doet hij een bron ontspringen.
De verering in Dokkum kreeg na de Reformatie eigenlijk pas weer gestalte in 1927 door de invloed van de karmeliet Titus Brandsma. In 1934 werd de Bonifatiuskapel gebouwd en in 1962 werd in Dokkum een standbeeld voor hem onthuld door de toenmalige prinses Beatrix. Volgens de gemeente Dongeradeel komen er elk jaar tussen de 25.000 en 40.000 pelgrims naar Dokkum.

## Bronnen en werken

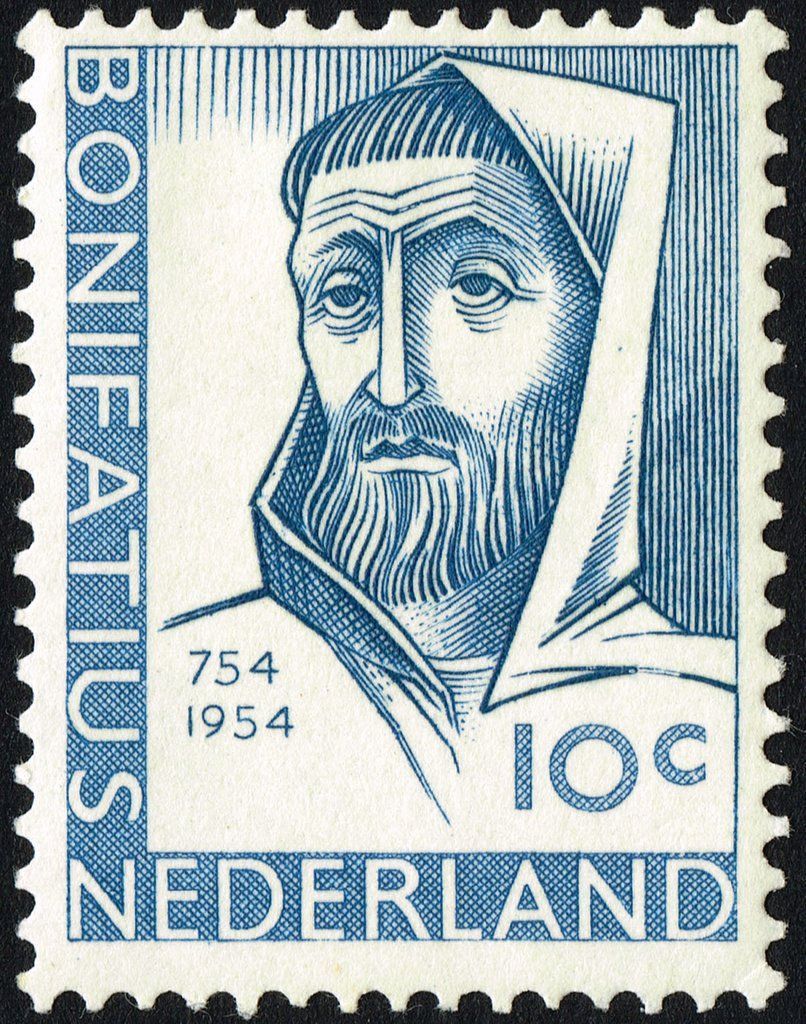
Bonifatius op een Nederlandse postzegel (1954)

## Galerij

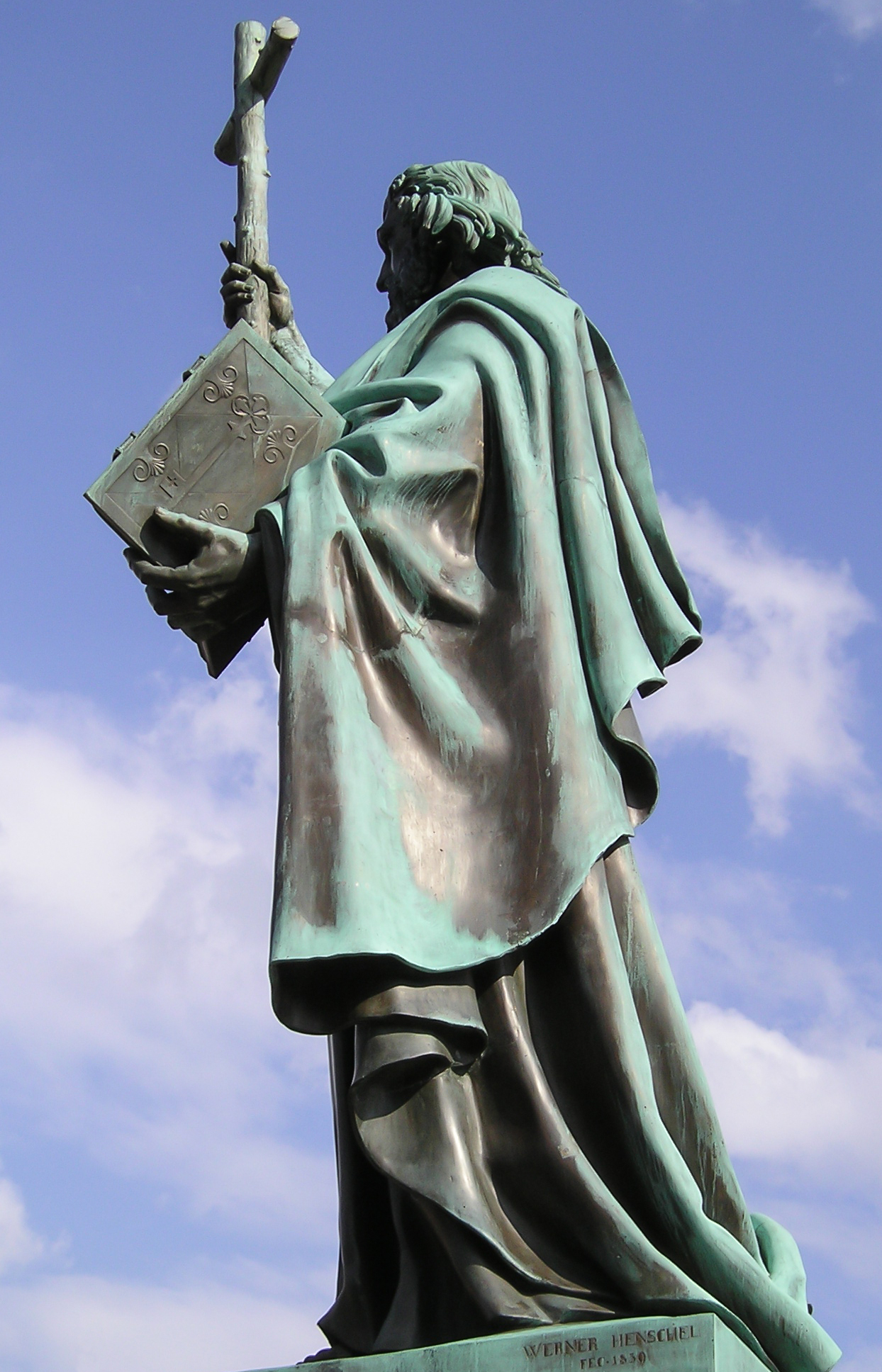
Standbeeld van Bonifatius in Fulda
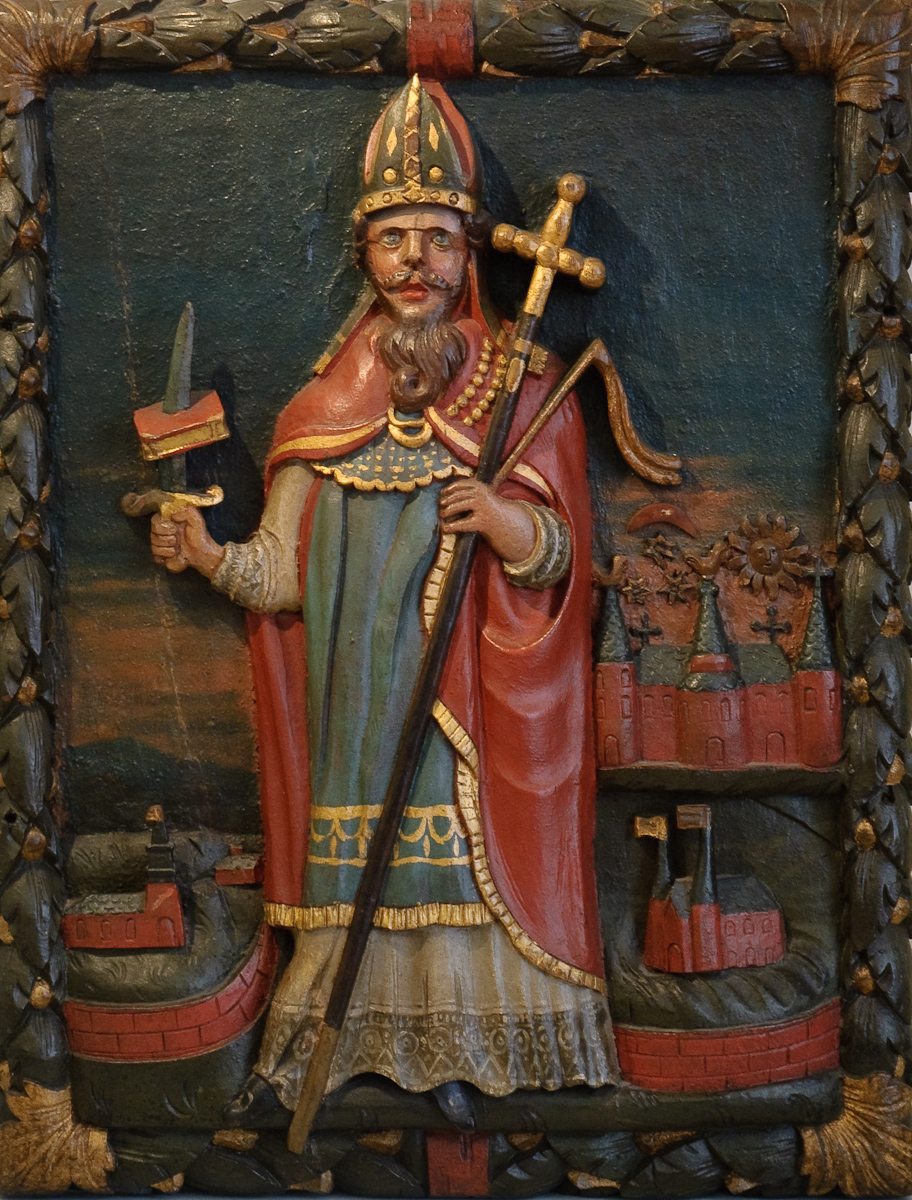
18e-eeuws houten reliëf met Bonifatius, met kruis en zijn attribuut (doorstoken evangelieboek) en drie steden: Dokkum (linksonder), Fulda en Mainz (?)
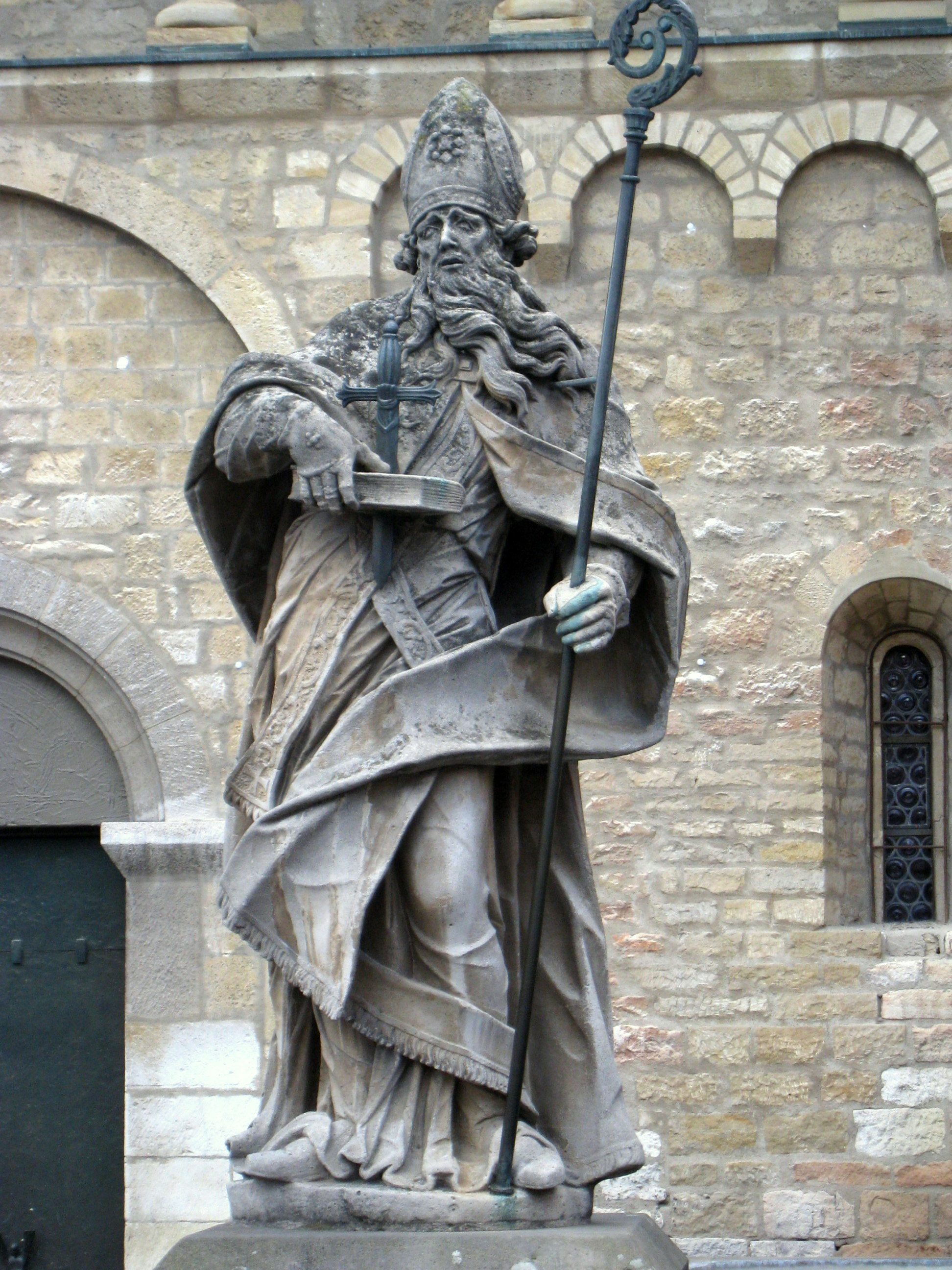
Standbeeld van Bonifatius in Mainz
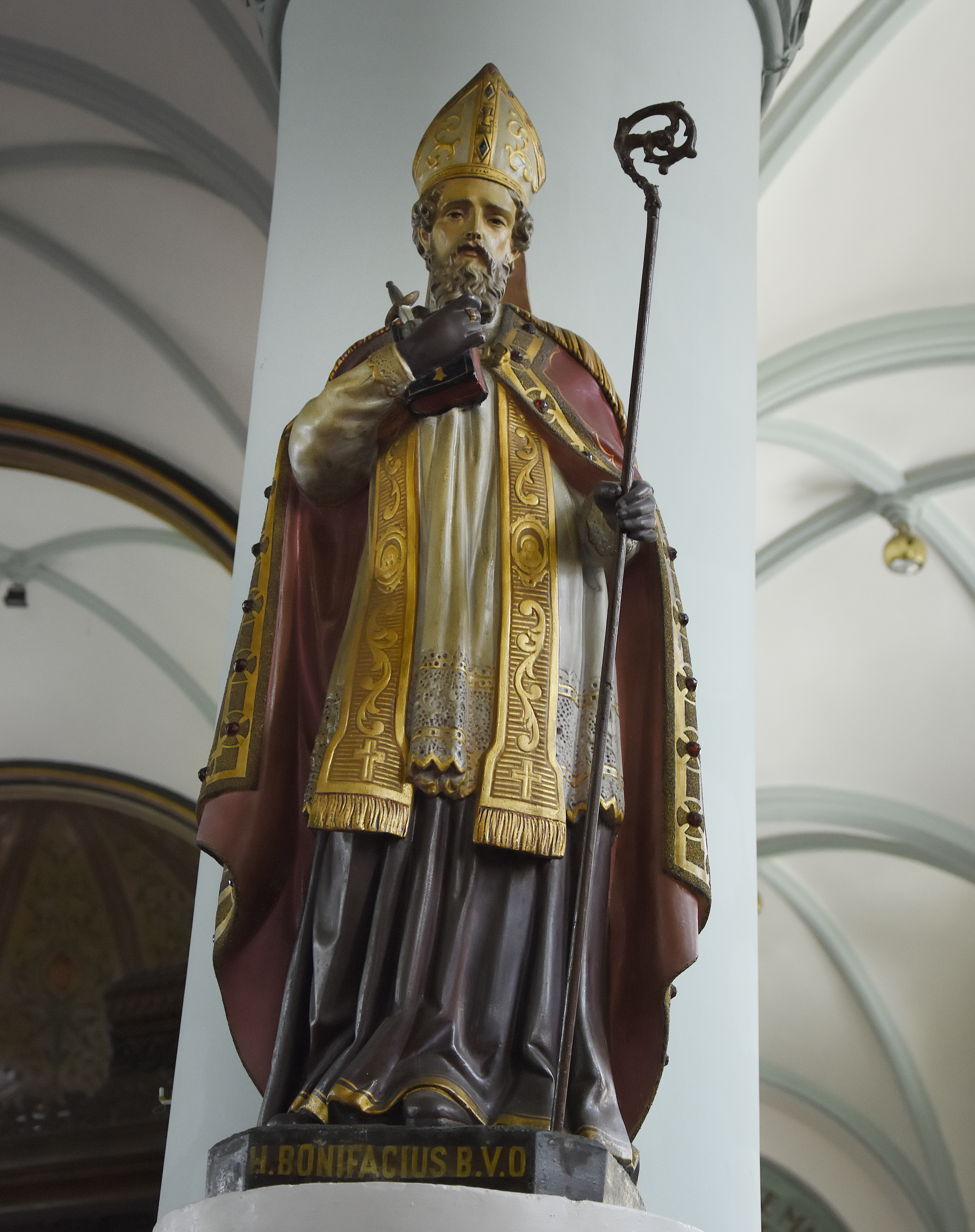
Bonifatius in de Sint-Bonifatiuskerk te Munte